# Јакоб Штрајтле
Јакоб Штрајтле (11. децембар 1916 – 24. јун 1982) је био немачки фудбалер. Током своје каријере, играо је као дефанзивац за Бајерн Минхен.
Укупно је 15 пута наступао за немачку репрезентацију између 1938. и 1952. године. Штрајтле је био члан немачке репрезентације која је учествовала на Светском првенству у фудбалу 1938. у Француској, где је дебитовао за репрезентацију у поновљеној утакмици осмине финала против Швајцарске.
Током Другог светског рата, Штрајтле је служио као официр у немачкој војсци.